# Ninja Sex Party
Ninja Sex Party es un grupo estadounidense de rock cómico formado en 2009 en Nueva York por Leigh Daniel Avidan (bajo el pseudónimo de "Danny Sexbang") y Brian Wecht (Ninja Brian).
Son conocidos por sus videoclips musicales y humorísticos, los cuales son subidos a portales de vídeos web como Funny or Die, CollegeHumor, Dailymotion y YouTube. A lo largo de su trayectoria han actuado por toda América del Norte, entre sus paradas se encuentran la sala Upright Citizen's Brigade, Timeout NY Lounge y otras salas de teatro, incluyendo de improvisación.
Cabe destacar sus actuaciones en festivales de comedia improvisada como el Toronto Sketch Comedy Festival, el Boston's Women In Comedy Festival y el Geek Week en el ImprovBoston.

## Discografía
- NSFW (2011)
- Strawberries and Cream (2013)
- Attitude City (2015)
- Under the Covers (2016)
- Under the Covers, Vol. II (2017)
- Cool Patrol (2018)
- Under the Covers, Vol. III (2019)
- The Prophecy (2020)

### Colaboración con Starbomb
- Starbomb (2013)
- Player Select (2014)
- The Tryforce (2019)